# Kiss Sándor (honvédtiszt)
Kiss Sándor (Papolc, 1809. – Csernovic, 1849. június) honvédezredes, a Tömösi-szoros védelmének parancsnoka.

## Élete
A 45. honvéd-zászlóalj 5. századának parancsnoka volt. Jelen volt Budavár ostrománál és vitézségeért érdemrendet kapott. 1849 júniusában 4500 emberrel védelmezte a Tömösi-szorost a behatoló 28 000 fős orosz sereg ellen. A hagyomány szerint, miután megsebesült, egy székre kötöztette magát és úgy vezényelte katonáit. Az oroszok nem tudtak a szoroson áttörni, felbérelt helyi pásztorok vezették át a hegyeken őket, így a honvéd vonalak mögé kerültek. A honvédek egy része kitört a gyűrűből és Hosszúfalu felé vonult vissza.
Utóbb Kiss fogságba esett, ahol aztán öngyilkosságot követett el.
Cikkei a Pesti Hirlapban (1885. 359. sz. Az 1848. karácsony Sopronban, 1886. 154. sz. Budavár ostromához, az Alnoch epizod, 1891. 290. sz. Részlet Budavár bevételéről).